# Dilleritomus apertor
Dilleritomus apertor är en stekelart som beskrevs av Aubert 1979. Dilleritomus apertor ingår i släktet Dilleritomus och familjen brokparasitsteklar. Inga underarter finns listade i Catalogue of Life.